# (10305) Grignard
(10305) Grignard – planetoida z pasa głównego asteroid okrążająca Słońce w ciągu 4,09 lat w średniej odległości 2,56 j.a. Odkrył ją Eric Elst 29 grudnia 1989 roku w Observatoire de Haute-Provence.
Nazwa planetoidy upamiętnia Fernanda (Ferre) Grignarda (1939–1982), który zasłynął w latach 60. w Europie Zachodniej swoimi piosenkami z gatunku folku i bluesa. Innym znanym członkiem tej rodziny był Victor Grignard (1871–1935), laureat Nagrody Nobla z chemii w 1912 roku.